# 이즈모촌 (니가타현)
이즈모촌(出面村)은 니가타현 미나미칸바라군에 설치되었던 촌이다. 현재의 미쓰케시에 해당한다.